# Крыжановский, Михаил Викторович
Михаил Викторович Крыжановский (9 февраля 1943, Кострома — 7 января 1994, Санкт-Петербург) — советский ленинградский инженер-физик, более известный тем, что занимался подпольным предпринимательством в сфере звукозаписи, звукорежиссёр

.

## Биография
Окончил ЛГУ по специальности геофизика. В студенческие годы занимался культуризмом. Погиб.
С начала 1960-х гг. начал заниматься звукозаписью концертов советских бардов. На своей квартире записывал Владимира Высоцкого, Александра Галича, Александра Розенбаума и многих других. Вёл магнитофонные записи в ленинградском клубе «Восток».
Коллекцию записей Крыжановского, по некоторым данным, Высоцкий считал лучшей подобной коллекцией в СССР. Она содержала около 300 часов аудиозаписей, сделанных на оборудование высочайшего доступного тогда частному лицу класса (магнитофоны Grundig). Также в коллекции около 30 часов видеозаписей концертов авторов-исполнителей.
Серия пластинок фирмы «Мелодия» «На концертах Владимира Высоцкого»  наполовину составлена из записей, сделанных Крыжановским.
На смерть Крыжановского бард Валентин Вихорев написал стих-эпитафию «Сколько лет по закоулкам…».
После смерти Крыжановского коллекцию хотела приобрести бард Татьяна Никитина, работавшая заместителем министра культуры России. Однако наследники отказались от продажи.